# Dumrath & Fassnacht
Die Dumrath & Fassnacht KG (GmbH & Co.) ist ein deutscher Verlag für Verzeichnismedien, der unter anderem norddeutsche Telefon- und Branchenbücher herausgibt. Sitz des Unternehmens ist Hamburg. Geschäftsführer sind Ansgar Heise (seit 2016) sowie Karsten Marquardsen (seit 2019).

## Geschichte
Der gelernte Kaufmann, Buchdrucker und Verleger Johann Heinrich Hermann (1750–1821) eröffnete 1786 ein Comptoir am Fischmarkt 10 in Hamburg und brachte im selben Jahr sein „Neues Hamburgisches Addres-Buch auf das Jahr 1787“ heraus. 1798 erhielt Hermann vom Hamburger Senat das Privileg zur alleinigen Herausgabe des hamburgischen Adressbuchs. Von 1789 bis 1802 druckte er in einem separaten Abschnitt zusätzlich auch „Altonaer Adressen“. Daraus ging der Verlag Hermann’s Erben hervor. 1925 erschien erstmals das Amtliche Branchen-Fernsprechbuch für den Oberpostdirektionsbezirk Hamburg, das heute unter anderem als Gelbe Seiten für die Freie und Hansestadt Hamburg und für die umliegenden Regionen bekannt ist. In dritter Generation geriet der Verleger Hermann Hartmeyer, ein Urenkel von Hermann und Sohn von Emil Hartmeyer, in weltanschauliche Konflikte mit den Nationalsozialisten.
Unabhängig davon erfolgte im Jahr 1935 die Gründung des Hamburger Adressbuch-Verlags Dumrath & Fassnacht. Mit Hilfe des Reichsverbandes der Adressbuchverleger, welcher der Reichsschrifttumskammer unterstand, und eines Gerichtsverfahrens wurde Hartmeyer gezwungen, den Verlag weit unter Wert an Dumrath & Fassnacht zu verkaufen. Der Prozess wurde 1952 wieder aufgenommen und endete mit einem Vergleich. Dumrath & Fassnacht blieb bis zum Ende des Hamburger Adressbuchs im Jahr 1966 dessen Verleger. 1993 entstand die Firmengruppe Dumrath & Fassnacht KG (GmbH & Co.).

## Firmengruppe
Zu der Verlagsgruppe Dumrath & Fassnacht KG (GmbH & Co.) zählen Dumrath & Fassnacht, Birkner mit einer Spezialisierung auf Firmenhandbücher für die internationale Papier- und Getränkeindustrie, Telvas, zuständig für einige der Verzeichnisse von Das Örtliche in Mecklenburg-Vorpommern, Heise RegioConcept Österreich (Umfirmierung, bis 31. Dezember 2017 O.Ö.Telefonbuchverlag), ein Verlag in Österreich für lokale Telefonbücher und der TSH Telefonbuchverlag, zuständig für einige der Verzeichnisse Das Örtliche in Schleswig-Holstein.
Zum 30. Dezember 2017 haben die Trede GmbH & Co. KG in Hamburg, die bislang zu Dumrath & Fassnacht gehörte, und die Heise Media Service GmbH & Co. KG in Hannover ihre Geschäftsbereiche zusammengelegt. Trede war eine Full-Service-Agentur für nationale und internationale Telefonbuchwerbung und Suchmaschinenoptimierung und -marketing.
Zu den Produkten des Unternehmens zählen Gelben Seiten, Das Telefonbuch und Das Örtliche, Apps sowie Datenbanken, Informationsportale und Stadtmagazine in Norddeutschland.
Dumrath & Fassnacht schloss sich zum 1. Juli 2016 mit der Heise-Gruppe, Hannover zu der neuen Holding Heise & Dumrath Medien GmbH & Co. KG zusammen. Geschäftsführer der Holding mit Sitz in Hannover ist Ansgar Heise.

## Auszeichnungen
Der Verlag hat verschiedene Auszeichnungen erhalten:
- Europäischer EADP-Award (European Association of Directory and Database Publishers) 1999, 2000, 2005, 2008 und 2010[11]
- APPY-Award (YPPA Yellow Pages Publishers Association) in den Jahren 1998, 1999, 2000, 2005 und 2007
- Deutscher Verzeichnismedienpreis des VDAV 2002[12], 2004[13], 2005, 2007 und 2009

## Weblink
- Website des Verlages